# Audrey Jeffers
Audrey Jeffers, född 1898, död 1968, var en trinidadisk politiker.
Hon blev 1946 den första kvinna som valdes till sitt lands parlament. 